# 1990年の野球
1990年の野球（1990ねんのやきゅう）では、1990年の野球界における動向をまとめる。

## 競技結果

### 日本プロ野球

#### ペナントレース
| 順位 | 球団               | 勝 | 敗 | 分 | 勝率 | 差   |
| 1位  | 読売ジャイアンツ   | 88 | 42 | 0  | .677 | 優勝 |
| 2位  | 広島東洋カープ     | 66 | 64 | 2  | .508 | 22.0 |
| 3位  | 横浜大洋ホエールズ | 64 | 66 | 3  | .492 | 24.0 |
| 4位  | 中日ドラゴンズ     | 62 | 68 | 1  | .477 | 26.0 |
| 5位  | ヤクルトスワローズ | 58 | 72 | 0  | .446 | 30.0 |
| 6位  | 阪神タイガース     | 52 | 78 | 0  | .400 | 36.0 |

| 順位 | 球団                   | 勝 | 敗 | 分 | 勝率 | 差   |
| 1位  | 西武ライオンズ         | 81 | 45 | 4  | .643 | 優勝 |
| 2位  | オリックス・ブレーブス | 69 | 57 | 4  | .548 | 12.0 |
| 3位  | 近鉄バファローズ       | 67 | 60 | 3  | .528 | 14.5 |
| 4位  | 日本ハムファイターズ   | 66 | 63 | 1  | .512 | 16.5 |
| 5位  | ロッテオリオンズ       | 57 | 71 | 2  | .445 | 25.0 |
| 6位  | 福岡ダイエーホークス   | 41 | 85 | 4  | .325 | 40.0 |

#### 日本シリーズ
| 日付                                 | 試合   | ビジター球団（先攻） | スコア | ホーム球団（後攻） | 開催球場           |
| ------------------------------------ | ------ | -------------------- | ------ | ------------------ | ------------------ |
| 10月20日（土）                       | 第1戦  | 西武ライオンズ       | 5 - 0  | 読売ジャイアンツ   | 東京ドーム         |
| 10月21日（日）                       | 第2戦  | 西武ライオンズ       | 9 - 5  | 読売ジャイアンツ   | 東京ドーム         |
| 10月22日（月）                       | 移動日 | 移動日               | 移動日 | 移動日             | 移動日             |
| 10月23日（火）                       | 第3戦  | 読売ジャイアンツ     | 0 - 7  | 西武ライオンズ     | 西武ライオンズ球場 |
| 10月24日（水）                       | 第4戦  | 読売ジャイアンツ     | 3 - 7  | 西武ライオンズ     | 西武ライオンズ球場 |
| 優勝：西武ライオンズ（2年ぶり9回目） |        |                      |        |                    |                    |

#### 個人タイトル
|                | セントラル・リーグ | セントラル・リーグ | セントラル・リーグ | パシフィック・リーグ | パシフィック・リーグ | パシフィック・リーグ |
| タイトル       | 選手               | 球団               | 成績               | 選手                 | 球団                 | 成績                 |
| -------------- | ------------------ | ------------------ | ------------------ | -------------------- | -------------------- | -------------------- |
| 最優秀選手     | 斎藤雅樹           | 巨人               |                    | 野茂英雄             | 近鉄                 |                      |
| 最優秀新人     | 与田剛             | 中日               |                    | 野茂英雄             | 近鉄                 |                      |
| 首位打者       | J.パチョレック     | 大洋               | .326               | 西村徳文             | ロッテ               | .338                 |
| 本塁打王       | 落合博満           | 中日               | 34本               | O.デストラーデ       | 西武                 | 42本                 |
| 打点王         | 落合博満           | 中日               | 102点              | O.デストラーデ       | 西武                 | 106点                |
| 打点王         | 落合博満           | 中日               | 102点              | 石嶺和彦             | オリックス           | 106点                |
| 最多安打       | J.パチョレック     | 大洋               | 172本              | J.トレーバー         | 近鉄                 | 150本                |
| 盗塁王         | 緒方耕一           | 巨人               | 33個               | 秋山幸二             | 西武                 | 51個                 |
| 盗塁王         | 野村謙二郎         | 広島               | 33個               | 秋山幸二             | 西武                 | 51個                 |
| 最高出塁率     | 落合博満           | 中日               | .416               | 清原和博             | 西武                 | .454                 |
| 最優秀防御率   | 斎藤雅樹           | 巨人               | 2.17               | 野茂英雄             | 近鉄                 | 2.91                 |
| 最多勝利       | 斎藤雅樹           | 巨人               | 20勝               | 渡辺久信             | 西武                 | 18勝                 |
| 最多勝利       | 斎藤雅樹           | 巨人               | 20勝               | 野茂英雄             | 近鉄                 | 18勝                 |
| 最多奪三振     | 木田優夫           | 巨人               | 182個              | 野茂英雄             | 近鉄                 | 287個                |
| 最高勝率       | 斎藤雅樹           | 巨人               | .800               | 野茂英雄             | 近鉄                 | .692                 |
| 最優秀救援投手 | 与田剛             | 中日               | 35SP               | 鹿取義隆             | 西武                 | 27SP                 |

#### ベストナイン
|          | セントラル・リーグ | セントラル・リーグ | パシフィック・リーグ | パシフィック・リーグ |
| 守備位置 | 選手               | 球団               | 選手                 | 球団                 |
| -------- | ------------------ | ------------------ | -------------------- | -------------------- |
| 投手     | 斎藤雅樹           | 巨人               | 野茂英雄             | 近鉄                 |
| 捕手     | 村田真一           | 巨人               | 伊東勤               | 西武                 |
| 一塁手   | 落合博満           | 中日               | 清原和博             | 西武                 |
| 二塁手   | 高木豊             | 大洋               | 大石大二朗           | 近鉄                 |
| 三塁手   | バンスロー         | 中日               | 松永浩美             | オリックス           |
| 遊撃手   | 池山隆寛           | ヤクルト           | 田中幸雄             | 日本ハム             |
| 外野手   | J.パチョレック     | 大洋               | 西村徳文             | ロッテ               |
| 外野手   | 広沢克己           | ヤクルト           | 石嶺和彦             | オリックス           |
| 外野手   | 原辰徳             | 巨人               | 秋山幸二             | 西武                 |
| 指名打者 |                    |                    | O.デストラーデ       | 西武                 |

### 高校野球
- 第62回選抜高等学校野球大会決勝（阪神甲子園球場・4月4日）
近畿大学付属（大阪府） 5-2 新田（愛媛県）
- 第72回全国高等学校野球選手権大会決勝（阪神甲子園球場・8月21日）
天理（奈良県） 1-0 沖縄水産（沖縄県）

### 大学野球
- 第39回全日本大学野球選手権大会優勝：亜細亜大
- 第21回明治神宮野球大会優勝：同志社大

- 東京六大学野球連盟優勝 春：早稲田大、秋：立教大
- 東都大学野球連盟優勝 春：亜細亜大、秋：亜細亜大
- 関西学生野球連盟優勝 春：立命館大、秋：同志社大

### 社会人野球
- 第61回都市対抗野球大会優勝：ヤマハ
- 第17回社会人野球日本選手権大会優勝：日本生命

### メジャーリーグ
- ワールドシリーズ:シンシナティ・レッズ（ナショナルリーグ） （4勝0敗） オークランド・アスレチックス（アメリカンリーグ）

### 韓国プロ野球
- 韓国シリーズ：LGツインズ（4勝0敗）三星ライオンズ

## できごと

### 1月
- 1月9日 - 【MLB】ジム・パーマーとジョー・モーガンのアメリカ野球殿堂入りが、全米野球記者協会の投票により決定[1]。
- 1月12日 - 阪神タイガースはセシル・フィルダーを自由契約にした[2]。
- 1月24日 - 野球体育博物館に入る選手、監督を選ぶ競技者表彰委員会の投票が開票され、張本勲と真田重蔵が選出される[3]。

### 3月
- 3月17日 - 台湾プロ野球開幕。
- 3月26日 - 阪神甲子園球場で第62回選抜高等学校野球大会が開幕。
- 3月27日 - 中日ドラゴンズの斉藤学と福岡ダイエーホークスの山中潔の交換トレードが成立したと中日、ダイエー両球団が発表[4]。

### 4月
- 4月4日 - 第62回選抜高等学校野球大会決勝が阪神甲子園球場で行われ近大附属が新田に5-2で勝ち初優勝。準優勝の新田は、初出場で決勝まで駒を進めた。
- 4月7日
  - プロ野球の公式戦がセ・リーグ、パ・リーグともに開幕[5]。
  - 東京ドームでの読売ジャイアンツ対ヤクルトスワローズ1回戦の八回裏、巨人の篠塚利夫が右翼席へ1号2点本塁打。ヤクルトの監督の野村克也は一塁審判の大里晴信が判定した本塁打を「ファウルだ」と抗議、試合が約5分中断[6]。
- 4月10日 - オリックス・ブレーブスの門田博光がグリーンスタジアム神戸での対ダイエー1回戦の一回裏に1号2点本塁打を打ち、プロ通算1500打点を達成[7]。
- 4月15日 - 中日の鈴木康友と西武ライオンズの北村照文のトレードが成立したと中日、西武両球団が発表[8]。
- 4月19日 - 西武の秋山幸二が西武球場での対ロッテオリオンズ1回戦の三回裏に3号2点本塁打を打ち、プロ通算200本塁打を達成[9]。
- 4月22日 - 近鉄バファローズの大石第二朗が西武球場での対西武5回戦の四回表に4号本塁打を打ち、プロ通算100本塁打を達成[10]。
- 4月23日 - 日本ハムファイターズの二村忠美と横浜大洋ホエールズの岡本哲司の交換トレードが成立したと日本ハム、大洋両球団が発表[11]。
- 4月25日 - 日本ハムの柴田保光が東京ドームでの対近鉄2回戦に先発し、ノーヒットノーランを達成[12]。
- 4月29日 - 近鉄の野茂英雄が阪急西宮球場での対オリックス5回戦に先発し、1試合17奪三振の日本プロ野球タイ記録[13]。

### 5月
- 5月2日
  - 広島市民球場での広島東洋カープ対大洋5回戦は延長15回3対3の引分け。セ・リーグが今季から導入した延長15回再試合の適用第1号。試合時間はプロ野球新記録の5時間24分[14]。
  - 西武の平野謙が西武球場での対ダイエー4回戦の八回一死一塁で犠打を決め、プロ通算250犠打を達成。元阪神の吉田義男に次ぎ史上2人目[15]。
- 5月5日 - 横浜スタジアムでの大洋対阪神6回戦は、9回終了時点での試合時間5時間10分のセ・リーグ新記録。四球が大洋12、阪神8と両チーム合計1試合20四球のセ新記録[16]。
- 5月8日 - 中日の落合博満が浜松市営球場での対阪神3回戦の三回裏に8号3点本塁打を打ち、プロ通算350本塁打を達成[17]。
- 5月9日
  - 西武の渡辺久信が東京ドームでの対日本ハム3回戦に先発、延長十一回裏一死から小川浩一にこの試合初安打を打たれる。9回を投げ無安打無得点はプロ野球史上10度目[18]。
  - ダイエーの間柴茂有が北九州市民球場での対近鉄3回戦に先発し、通算500試合登板を達成[19]。
- 5月12日 - 広島市民球場でクモ男事件発生。
- 5月16日 - 近鉄の新井宏昌が日生球場での対日本ハム6回戦の五回裏無死一、二塁の場面で犠打を決め、プロ通算250犠打を達成[20]。
- 5月23日 - ナゴヤ球場での中日対巨人7回戦で巨人が3-2で勝利し、日本プロ野球史上初の球団3000勝を達成[21]。
- 5月26日 - 甲子園球場での阪神対中日7回戦で中日は先発野手全員が四球を記録[22]。
- 5月27日 - オリックスの石嶺和彦が東京ドームでの対日本ハム8回戦の七回表に9号2点本塁打を打ち、プロ通算150本塁打を達成[23]。
- 5月29日 - 巨人の斎藤雅樹が甲子園球場での対阪神9回戦に先発し、被安打2、1失策の3走者を併殺に打ち取り打者27人の残塁なしで完封勝利[24]。

### 6月
- 6月5日 - オリックスの松永浩美が平和台球場での対ダイエー8回戦の一回表に7号本塁打を打ち、プロ通算150本塁打を達成[25]。
- 6月6日
  - 近鉄のラルフ・ブライアントが東京ドームでの対日本ハム10回戦の四回表に角盈男から東京ドーム天井スピーカー直撃の飛球を打ちあげ、東京ドーム特別ルールにより16号本塁打と認定される[26]。
  - 中日の西本聖がナゴヤ球場での対阪神10回戦に先発し今季4勝目を挙げ、プロ通算150勝を達成[27]。
- 6月10日 - オリックスの門田博光が西武球場での対西武8回戦の七回表に二塁打を打ち、プロ通算350二塁打を達成[28]。
- 6月11日 - 【MLB】ノーラン・ライアンがオークランド・アスレチックス戦で史上最多、最年長の通算6度目、43歳でのノーヒットノーラン達成[29]。
- 6月12日 - 中日の落合博満が広島市民球場での対広島9回戦の九回表に16号3点本塁打を打ち、プロ通算1000打点を達成。元阪神の藤村冨美男が1311試合を記録を更新する1284試合目での最速達成[30]。
- 6月15日 - ダイエーの山内和宏と中日の杉本正・高島覚の交換トレードが成立したとダイエー、中日両球団が発表[31]。
- 6月16日 - ダイエーの山本和範が西武球場での対西武13回戦の一回表に6号本塁打を打ち、プロ通算100本塁打を達成[32]。
- 6月17日 - 近鉄のラルフ・ブライアントが藤井寺球場での対オリックス13回戦の一回裏に17号2点本塁打を打ち、プロ野球通算100本塁打達成。トニー・ソレイタの303試合を更新する246試合目でのプロ野球史上最速での100号達成となる[33]。
- 6月19日 - ヤクルトがフロイド・バニスターの解雇を発表[34]。
- 6月22日
  - ヤクルトの八重樫幸雄が甲子園球場での対阪神10回戦の七回表に代打で登場し1号3点本塁打を打ち、プロ通算100本塁打を達成[35]。
  - ヤクルトがボストン・レッドソックス傘下のAAA級ポータケット・レッドソックスのマイク・ロックフォードの入団を発表。背番号は16[36]。
- 6月23日 - 西武球場での西武対ロッテ10回戦での七回裏、西武が一死一、二塁の場面で球審の高木敏昭が園川一美の投球をボークと判定、ロッテの監督の金田正一が猛抗議を行う。金田は退場処分を受け、球審に暴行を働く[37]。
- 6月25日 - パ・リーグは23日の試合で判定に抗議し審判に暴行を働いたロッテの監督の金田正一に対し24日から7月30日までの30日間の出場停止と制裁金100万円を課すと発表[38]。
- 6月28日 - ダイエーの西清孝、松井隆昌と広島の榊原聡一郎、本村信吾の2対2の交換トレードを両球団が発表[39]。
- 6月29日
  - 西武の清原和博が藤井寺球場での対近鉄12回戦の4回表に17号本塁打を放ち、西武球団の通算5000本塁打となる[40]。
  - ロッテの林博康が平和台球場での対ダイエー10回戦の6回表に代打で出場し、井上祐二から初打席初本塁打。史上27人目[41]。
  - ダイエーが新外国人選手のリッチ・ゴセージの入団を発表[42]。
- 6月30日
  - 阪神のラリー・パリッシュが熊本での対大洋11回戦の六回表に16号2点本塁打を打ち、阪神球団の通算5000本塁打となる[43]。
  - ダイエーの間柴茂有が現役を引退し、二軍投手コーチ補佐に就任[44]。

### 7月
- 7月5日 - 阪神の田尾安志が甲子園球場での対巨人16回戦の四回裏に安打を打ち、プロ通算1500安打を達成[45]。
- 7月7日 - ダイエーの藤本博史が浜松での対日本ハム11回戦でサイクル安打を達成[46]。
- 7月21日 - ヤクルトの池山隆寛がナゴヤ球場での対中日18回戦の七回表に16号2点本塁打を打ち、プロ通算100本塁打を達成[47]。
- 7月22日 - 日本ハムの若菜嘉晴が西武球場での対西武17回戦の2回表に安打を放ち、プロ通算1000安打を達成。史上161人目[48]。
- 7月30日 - 広島の北別府学がナゴヤ球場での対中日18回戦の3回裏に中村武志から三振を奪い、プロ通算1500奪三振を達成。史上32人目[49]。

### 8月
- 8月4日 - 大洋の田代富雄が横浜スタジアムでの対中日17回戦の15回裏に代打として登場して安打を打ち、プロ通算1500試合出場を達成[50]。
- 8月5日
  - 西武球場での西武対近鉄18回戦で、近鉄の先発・野茂英雄は10三振を奪い、パ・リーグ新記録となる1シーズン13度目の2桁奪三振を記録[51]。西武の清原和博が六回裏に24号本塁打を打ち、プロ通算150本塁打を達成[52]。
  - 大洋の新浦壽夫が横浜スタジアムでの対中日18回戦の9回二死から救援登板し、プロ通算500試合登板を達成[53]。
- 8月7日
  - 巨人の加藤初が東京ドームでの対大洋21回戦の九回表に遠藤一彦から三振を奪い、プロ通算1500奪三振を達成[54]。
  - オリックスの今井雄太郎が前橋球場での対日本ハム17回戦の三回裏途中から救援登板し、プロ通算2000投球回を達成[55]。
- 8月8日 - 第72回全国高等学校野球選手権大会が阪神甲子園球場で開幕。
- 8月10日 - この日試合予定の東京ドームでの巨人対中日16回戦が台風の影響で中止となる。台風11号の影響で中日ナインが東海道新幹線の名古屋駅から乗車予定だったひかり222号が運休し、この状況を中日側が巨人側に説明し、巨人は14時半に中止を決定[56]。
- 8月13日 - オリックスのオーナーの宮内義彦は、来季より本拠地を神戸（グリーンスタジアム神戸）へ移転すると発表。また愛称名を一般公募することも発表[57]。
- 8月14日 - 広島の佐々岡真司投手が、対中日ドラゴンズ19回戦（広島市民球場開催）において、9回裏に郭源治からサヨナラソロ本塁打を放った。
- 8月15日 - パ・リーグは審判の高木敏昭が依願退職したと発表[58]。
- 8月21日
  - 日本ハムの大島康徳が西宮球場での対オリックス19回戦の六回表に中前安打を打ち、プロ通算2000安打を達成[59]。
  - 第62回全国高等学校野球選手権大会の決勝が阪神甲子園球場で行われ、奈良代表・天理が沖縄代表・沖縄水産を1-0で下し、1986年夏（第68回）以来4年ぶり2度目の優勝。
- 8月22日 - 中日の小松辰雄が明治神宮野球場での対ヤクルト21回戦に先発して6勝目を挙げ、プロ通算100勝を達成[60]。
- 8月23日 - ヤクルトの池山隆寛が神宮球場での対中日22回戦でサイクル安打を達成[61]。
- 8月24日
  - 近鉄の野茂英雄がグリーンスタジアム神戸での対オリックス20回戦に先発し、10奪三振を記録してプロ野球新記録となる5試合連続2桁奪三振を達成[62]。
  - ロッテの村田兆治が西武球場での対西武16回戦に先発登板し、プロ通算600試合登板を達成。村田はこの試合で完封し8勝目を挙げる[63]。
- 8月27日 - 阪神の監督の中村勝広は甲子園球場での対ヤクルト21回戦の試合後に、ラリー・パリッシュを翌28日の試合から起用せず「事実上の退団と考えてもらっていい」と語る[64]。
- 8月28日 - 阪神の球団代表の高田順弘は、ラリー・パリッシュが左膝の治療のためアメリカに帰国すると発表。今季限りで切れる契約について球団、パリッシュ双方とも再契約の意思がないことを明らかにし、退団も事実上決定[65]。
- 8月30日 - 広島の山崎隆造がナゴヤ球場での対中日24回戦の犠打を決め、プロ通算200犠打を達成[66]。

### 9月
- 9月1日 - 巨人の川相昌弘が横浜スタジアムでの対大洋17回戦一回表に無死一塁から犠打を決め、シーズン56犠打のプロ野球タイ記録[67]。
- 9月4日 - 巨人の川相昌弘が東京ドームでの対中日21回戦の一回裏に無死一塁から犠打を決め、1シーズン57犠打のプロ野球新記録[68]。
- 9月5日
  - オリックスの監督の上田利治が西宮球場での対日本ハム23回戦の試合後に記者会見を行い、今シーズン限りで退任することを表明[69]。
  - 甲子園球場での阪神対大洋23回戦で阪神は六回裏に八木裕、高井一、鮎川義文が3者連続で三塁打を打ち、1イニング3者連続三塁打のプロ野球タイ記録[70]。
- 9月7日 - プロ野球実行委員会が都内のホテルで開かれ、ドラフト対象選手の練習生、球団職員としての採用を原則として禁止することを申し合わせる[71]。
- 9月8日 - 広島市民球場での広島対大洋21回戦で広島が大洋に1-3で敗れ、巨人が東京ドームのヤクルト戦に延長10回裏吉村禎章の10号サヨナラ本塁打で勝ち、リーグ優勝達成[72]。
- 9月9日
  - オリックス対西武の24回戦が西宮球場で行われオリックスが西武に13-11でサヨナラ勝ちし、オリックスの監督の上田利治が監督通算1000勝を達成[73]。
  - 日本ハムの大島康徳が宇都宮清原球場での対近鉄26回戦の六回裏に代打として出場して二塁打を打ち、プロ通算300二塁打を達成[74]。
- 9月11日
  - ナゴヤ球場で17時55分頃バックスクリーン右後方左翼寄りの照明灯下の清掃用置場で火災が発生。観客六千人のうち外野席の千人が警備員の誘導で非常口からグラウンドに避難。この影響で同球場での中日対大洋22回戦は18時20分試合開始の予定が23分遅れ、18時43分に試合開始[75]。
  - 阪神の猪俣隆が神宮球場での対ヤクルト22回戦の二回表に適時打を放ち、プロ入り80打席目で初安打を記録[76]。
- 9月12日 - 西武の山根和夫が引退を表明[77]。
- 9月22日 - 日本ハムの島田誠が西武球場での対西武22回戦の二回表に適時打を打ち、プロ通算1500安打を達成[78]。
- 9月23日 - 西武対日本ハムの23回戦が西武ライオンズ球場で行われ西武が日本ハムに9-3で勝利し、パ・リーグ優勝を決める[79]。
- 9月25日 - ロッテの村田兆治が東京都内の自宅で今シーズン限りでの現役引退を表明[80]。
- 9月26日 - オリックス対ダイエー24回戦（阪急西宮球場）でダイエーの広永益隆が六回裏に山沖之彦から6号本塁打を打ち、これが日本プロ野球通算6万号ホームランを記録[81]。
- 9月27日 - 近鉄の野茂英雄が西武球場での対西武24回戦に先発し12三振を奪い、1シーズン2桁奪三振20のプロ野球タイ記録[82]。
- 9月28日 - オリックスは神戸市内のホテルで野球評論家の土井正三の監督就任を発表[83]。

### 10月
- 10月2日 - 西武の鹿取義隆が西武球場での対オリックス26回戦で八回表から登板し、プロ通算500試合登板を達成[84]。
- 10月5日 - オリックスは一般公募していた愛称を「ブルーウェーブ」と決定したと発表[85]。
- 10月6日 - 大洋の加藤博一が現役引退を表明[86]。
- 10月10日 - 近鉄の野茂英雄が西武球場での対西武25回戦に先発し12奪三振を記録し、プロ野球新記録となる年間21度目の2桁奪三振を達成[87]。
- 10月13日
  - ロッテの村田兆治が川崎球場での対西武26回戦に先発し5回降雨コールドゲームで勝利投手となり、1949年若林忠志以来2人目となる40歳代での2桁勝利を記録。村田の現役最後の登板となった[88]。また、この試合後に西武の松沼博久とロッテの袴田英利がともに引退を表明[89][90]。
  - 大洋の村田辰美が現役引退を表明[91]。
- 10月15日
  - オリックスの門田博光が来季からダイエーでプレーすることが決定。オリックスの井箟重慶球団代表は大阪市内のホテルで門田同席で記者会見し、門田を「自由契約にする」と発表[92]。
  - ダイエーが新球団社長に田辺寿現球団本部長の就任を発表[93]。
- 10月22日 - 沢村賞の選考が行われ、近鉄の野茂英雄を選出。パ・リーグの選手の選出は初めて[94]。
- 10月24日
  - 日本シリーズが西武球場で行われ、西武が巨人を7-3で下し4連勝で2年ぶり日本一を達成。ストレート4連勝(4タテ)は西武としては前身、後の埼玉西武を通じて球団史上初で、シリーズとしては1960年の大洋以来、30年ぶり[95]。
  - ヤクルトの一軍打撃コーチの高畠康真が球団社長の相馬和夫と話合い、退団が正式に決定[96]。
- 10月26日
  - プロ野球セ・パ両リーグの最優秀選手、最優秀新人、ベストナインを決定する記者投票の開票が行われ、セは巨人の斎藤雅樹、パは近鉄の野茂英雄。最優秀新人にセは中日の与田剛、パは野茂を選出[97]。
  - 阪神の池田親興、大野久、渡真利克則、岩切英司とダイエーの藤本修二、西川佳明、近田豊年、吉田博之、右田雅彦の4対5の交換トレードを両球団が発表[98]。
- 10月30日 - 正力松太郎賞の選考が都内のホテルで開かれ、西武の監督の森祇晶を選出。森の受賞は1986年以来2度目[99]。

### 11月
- 11月13日 - ダイエーは元南海監督の穴吹義雄が編成本部長に就任すると発表[100]。
- 11月16日 - 西武のタイラー・リー・バンバークレオが金銭トレードで広島に移籍すると西武、広島両球団が発表[101]。
- 11月22日 - ロッテの高橋慶彦と阪神の遠山昭治の交換トレードが成立したとロッテ、阪神両球団が発表[102]。
- 11月24日 - プロ野球のドラフト会議が13時から新高輪プリンスホテルにて開かれ、元木大介は巨人が単独で、亜細亜大学の小池秀郎は史上最多タイの8球団が指名し抽選の結果ロッテが交渉権を獲得[103]。
- 11月26日 - ヤクルトは酒井圭一の引退の申し入れを了承[104]。

### 12月
- 12月6日 - パ・リーグ会長の堀新助は、任期の切れる今月限りで退任すると発表[105]。
- 12月7日 - ダイエーが元オリックスの門田博光の入団を発表。背番号は53[106]。

## 誕生

### 1月
- 1月3日 - ハンター・セルベンカ
- 1月4日 - ライセル・イグレシアス
- 1月5日 - C.J.クロン
- 1月5日 - ホセ・イグレシアス
- 1月11日 - ダニー・サラザー
- 1月16日 - 豊島明好
- 1月16日 - ワーウィック・サーポルト
- 1月18日 - ギフト・ンゴエペ
- 1月21日 - ホセ・ラミレス
- 1月21日 - ジョー・ウィーランド
- 1月27日 - ティム・ベッカム
- 1月28日 - 西村優希
- 1月29日 - 谷内田敦士

### 2月
- 2月2日 - 島内宏明
- 2月14日 - 大嶋匠
- 2月18日 - ディディ・グレゴリウス
- 2月22日 - 中田祥多
- 2月23日 - 藤井翼
- 2月27日 - アダム・モーガン

### 3月
- 3月11日 - 菊池涼介
- 3月13日 - スコット・オバーグ
- 3月15日 - ニック・アーメド
- 3月11日 - ライアン・ルア
- 3月17日 - 池田健
- 3月17日 - ジーン・セグラ
- 3月20日 - ブラッド・ハンド
- 3月24日 - スターリン・カストロ
- 3月25日 - エリスベル・アルエバルエナ
- 3月27日 - ジェイク・オドリッジ

### 4月
- 4月4日 - 井坂肇
- 4月14日 - ジェイコブ・バーンズ
- 4月16日 - トラビス・ショウ
- 4月18日 - 吉田真史
- 4月19日 - ジャッキー・ブラッドリー・ジュニア
- 4月21日 - ザック・ゴドリー
- 4月22日 - ケビン・キアマイアー
- 4月24日 - 金子侑司
- 4月28日 - 橋本到
- 4月30日 - 近田怜王

### 5月
- 5月1日 - スクーター・ジェネット
- 5月2日 - エラスモ・ラミレス
- 5月6日 - ホセ・アルトゥーベ
- 5月7日 - 三嶋一輝
- 5月7日 - キーオン・ブロクストン
- 5月9日 - ジェイス・ピーターソン
- 5月10日 - サルバドール・ペレス
- 5月13日 - マイケル・ギブンズ
- 5月16日 - 小川泰弘
- 5月17日 - 松田翔太
- 5月18日 - 立岡宗一郎
- 5月18日 - 藤井宏政
- 5月18日 - 二保旭
- 5月23日 - シーザー・ヘルナンデス
- 5月23日 - カイル・バラクロー
- 5月24日 - アダム・コンリー
- 5月27日 - 井藤真吾
- 5月29日 - ジョー・ビアジーニ
- 5月30日 - ザック・ウィーラー

### 6月
- 6月5日 - 有馬翔
- 6月6日 - アンソニー・レンドン
- 6月6日 - 山本徹矢
- 6月8日 - 中川大志
- 6月9日 - 大田泰示
- 6月13日 - ジェームズ・マッキャン
- 6月16日 - ケルビー・トムリンソン
- 6月17日 - アンドリュー・チェイフィン
- 6月17日 - 中村悠平
- 6月20日 - 東浜巨
- 6月22日 - ダレル・セシリアーニ
- 6月30日 - ヘスス・アギラー

### 7月
- 7月2日 - ジェラッド・アイコフ
- 7月3日 - ブランドン・マウラー
- 7月12日 - チェイスン・シュリーブ
- 7月19日 - 日高亮
- 7月21日 - 中田廉
- 7月31日 - 赤川克紀

### 8月
- 8月1日 - ケニス・バルガス
- 8月3日 - カーター・キャップス
- 8月4日 - ブライアン・エリントン
- 8月4日 - 髙島祥平
- 8月7日 - トニー・ジック
- 8月10日 - アンソニー・ゴース
- 8月11日 - 小熊凌祐
- 8月11日 - 宮本武文
- 8月13日 - ハンセル・ロブレス
- 8月14日 - 松葉貴大
- 8月14日 - クリス・ローリー
- 8月20日 - 白崎浩之
- 8月21日 - クリスチャン・バスケス
- 8月22日 - アラン・ブセニッツ
- 8月29日 - クリス・テイラー

### 9月
- 9月4日 - クリス・ベック
- 9月6日 - ドニー・ハート
- 9月7日 - 田中崇博
- 9月9日 - ビリー・ハミルトン
- 9月9日 - 石崎剛
- 9月16日 - ゲリット・コール
- 9月17日 - マーカス・セミエン
- 9月18日 - フアン・ミナヤ
- 9月20日 - ケン・ジャイルズ
- 9月24日 - 齋藤圭祐
- 9月29日 - 八木亮祐

### 10月
- 10月4日 - 土屋健二
- 10月6日 - スコット・シェブラー
- 10月9日 - ジェイク・ラム
- 10月10日 - コルテン・ウォン
- 10月17日 - ラファエル・モンテロ
- 10月18日 - 辛島航
- 10月19日 - 申成鉉
- 10月20日 - タイ・ブラッチ
- 10月22日 - ドリュー・バーヘイゲン
- 10月27日 - カルロス・ペレス
- 10月29日 - エンダー・インシアーテ
- 10月29日 - 陳冠宇

### 11月
- 11月1日 - 杉山晃紀
- 11月2日 - ブライアン・グッドウィン
- 11月4日 - 又吉克樹
- 11月10日 - 西勇輝
- 11月12日 - マーセル・オズナ
- 11月12日 - 浅村栄斗
- 11月13日 - クリス・デベンスキー
- 11月13日 - アローディス・ビスカイーノ

### 12月
- 12月3日 - マット・レイノルズ
- 12月7日 - ヤシエル・プイグ
- 12月10日 - ウィル・マイヤーズ
- 12月15日 - トレバー・ヒルデンバーガー
- 12月18日 - 甲斐拓哉
- 12月20日 - ブルース・マックスウェル
- 12月21日 - マイク・クレビンジャー
- 12月21日 - ケンドール・グレーブマン
- 12月23日 - 猪本健太郎
- 12月23日 - ミッチ・ハニガー
- 12月27日 - タイラー・ダフィー

## 死去
- 2月10日 - トニー・ソレイタ（*1947年）
- 4月12日 - 三輪裕章（*1921年）
- 4月17日 - 南村侑広（*1917年）
- 5月23日 - 林清一（*1915年）
- 10月2日 - 渡辺博之（*1921年）
- 10月10日 - 濃人渉（*1915年）
- 11月3日 - 筒井修（*1917年）
- 11月13日 - ボビー・マルカーノ（*1951年）
- 12月27日 - 菊矢吉男（*1915年）